# Teresa Borawska
Teresa Borawska (ur. 13 sierpnia 1944 w Wityniach) – polska historyk, doktor habilitowany nauk humanistycznych, profesor nadzwyczajny Uniwersytetu Mikołaja Kopernika w Toruniu i Uniwersytetu Warmińsko-Mazurskiego w Olsztynie.

## Życiorys
W 1963 ukończyła Liceum Pedagogiczne w Ostródzie, w 1968 uzyskała magisterium z historii na Uniwersytecie Mikołaja Kopernika pod kierunkiem Karola Górskiego i w tym samym roku została zatrudniona na tej uczelni. W 1977 na uniwersytecie w Toruniu obroniła doktorat Działalność publiczna Tiedemanna Giesego kanonika warmińskiego (1480–1538), również przygotowany pod opieką prof. K. Górskiego.
Habilitację uzyskała w 1996 na Uniwersytecie Mikołaja Kopernika na podstawie rozprawy Życie umysłowe na Warmii w czasach Mikołaja Kopernika. Była profesorem nadzwyczajnym na Wydziale Nauk Historycznych w Instytucie Historii i Archiwistyki UMK, a następnie profesorem Uniwersytetu Warmińsko-Mazurskiego w Olsztynie, zatrudnionym na Wydziale Humanistycznym w Instytucie Historii i Stosunków Międzynarodowych.
Współpracowniczka Polskiego Słownika Biograficznego.
Za książkę Mikołaj Kopernik i jego świat. Środowisko, przyjaciele, echa wielkiego odkrycia otrzymała w 2015 Nagrodę im. Jana Jędrzejewicza.

## Książki
- Tiedemann Giese (1480-1550) w życiu wewnętrznym Warmii i Prus Królewskich, Wydawnictwo Pojezierze, Olsztyn 1984
- Umysłowość średniowiecza, Warszawa 1993 (współautorka)
- Przewodnik po Starym Toruniu, Toruń 1994 (współautorka)
- Życie umysłowe na Warmii w czasach Mikołaja Kopernika, Toruń 1996
- Mikołaj Kopernik i jego świat. Środowisko, przyjaciele, echa wielkiego odkrycia, Toruń 2014